# Kalendarium wspinaczkowe Douga Scotta
Kalendarium wspinaczkowe Douga Scotta (ur. 1941, zm. 2020) – zestawienie chronologiczne najważniejszych wspinaczek i wypraw Douga Scotta, brytyjskiego wspinacza i himalaisty uważanego powszechnie za jednego z najwybitniejszych w historii światowego alpinizmu. Dane do kalendarium zestawiono na podstawie trzech grup źródeł: autobiografii Himalayan Climber (1992) i portalu internetowego Biographical | Doug Scott Mountaineering, dogłębnie i szeroko opracowanej biografii Christine Moorehead Mountain Guru, opublikowanej w 2023, oraz artykułów przede wszystkim z „Alpine Journal”, „Americam Alpine Journal” i „Himalayan Jornal”. Między tymi grupami tekstów występuje wiele rozbieżności co do dat, przy czym Moorehear kilkakrotnie podkreśla niespójności w tekstach samego Douga Scotta, np. odnośnie jego pierwszych wspinaczek w rejonie Ben Nevis. Także co do wielu takich szczegółów, takich jak nazwy (także polskojęzyczne) i wysokości szczytów, czas przejścia drogi, czy daty wypraw, jest w źródłach wiele niezgodności, a wielu danych nie udało się znaleźć lub potwierdzić, np. nie wiadomo, kto był partnerem Douga Scotta na wyznaczonej przez niego drodze Little Wing w Yosemitach. Niniejsze zestawienie nie jest wyczerpujące – nie uwzględniono tu wspinaczek przed 1965 oraz większości przejść dróg, także ich wytyczenia, w Anglii (np. Black Rocks, Derwent Valley), Walii (np. Anglesey, Snowdonia), Szkocji (np. Ben Nevis, Hebrydy), USA (uwzględniono częściowo jedynie Yosemity), w Norwegii, Australii, na Tasmanii i Islandii oraz w Alpach. Nie wyliczone są wspinaczki zrobione np. w Nowej Zelandii w czerwcu 1980, w Kaukazie w lipcu 1994 czy Himachal Pradesh jesienią 1986. Nie wyliczano też przeważnie wszystkich uczestników wypraw i wyjazdów, uwzględniając jedynie partnerów Douga Scotta na wymienionym przejściu lub wyjściu szczytowym, stąd też to zestawienie nie wymienia tych osiągnięć danej wyprawy czy wyjazdu, w których Doug Scott nie uczestniczył bezpośrednio, np. zrobienie w 1971 przez Phila Kocha, Roba Wooda i Guya Lee nowej drogi / pierwszego wejścia na płd. szczyt Mount Asgar na Wyspie Baffina. Wysokości szczytów podano wg portalu Peakbagger.com, a w przypadku gór tam niewyliczonych, wg pozycji bibliograficznej.
Objaśnienia znaków i skrótów w tabeli:
[część zaplanowana, ale niezrealizowana]; | 8200 m : osiągnięta wysokość; Baintha Brakk / Ogre : alternatywna nazwa; N = płn., S = płd., E = wsch., W = zach.
.◊. : pierwsze przejście drogi / wejście na szczyt
.◊. : trawers szczytu, tj. zejście drogą inną niż wejściowa
.◊. : wspinaczka zimowa
.◊. : przejście z stylu alpejskim (bez obozów pośrednich i wsparcia tlenowego)
.◊. : wyznaczenie nowej drogi i jej przejście
| rok  | rejon                                                                                  | wspinaczki aklimatyzacyjne                                                                                                 | droga i czas                                    | partnerzy (inni członkowie zespołu) | cel główny (wysokość) \| osiągnięta wysokość | droga i czas | partnerzy (inni członkowie wyprawy) | ~ okres                          |
| 1965 | Tibesti (Czad)                                                                         | |                                                 | | Tarso Tieroko (2910 m) | N ściana.◊. | Clive Davies | wiosna                           |
| 1967 | ◦Hindukusz (Afganistan) ◦◦Masyw Mont Blanc ◦◦◦Gogarth (Płn. Walia)                     | ◦szczyty ~5500 m.◊. wokół dolinz Sharan                                                                                    |                                                 | | ◦Kuh-e Bandaka (6812 m).◊. ◦◦Aiguille du Plan (3673 m)                                                                                               | ◦S ściana↔4 dni ◦◦N ściana ◦◦◦Big Overhang.◊.                                                                             | ◦Ray Gillies (Guy Lee, Tony Watts) ◦◦Bill Cheverst ◦◦◦Brian Palmer | ◦V-VII ◦◦VII ◦◦◦lato             |
| 1968 | Masyw Mont Blanc                                                                       | |                                                 | | Petit Aiguille du Dru (3733 m) | Filar Bonattiego | Dave Nicol | lato                             |
| 1969 | ◦Harris, Hebrydy Zewnętrzne ◦◦Dolomity                                                 | |                                                 | | ◦Strone Ulladale / Sròn Uladail ◦◦Cima Ovest (2999 m) w Tre Cime di Lavaredo                                                                         | ◦The Scoop.◊. ◦◦N ściana Rudolf-Baur Route                                                                                | ◦Jeff Upton, Mick Terry, Guy Lee ◦◦Jeff Upton i Ted Wells | ◦V ◦◦VII                         |
| 1970 | ◦Yosemite ◦◦Romsdalen (Norwegia)                                                       | |                                                 | | ◦Sentinel Rock; Cathedral Spire; BHOS Dome; El Capitan ◦◦Trollryggen; Ådalsfjella                                                                    | ◦Steck-Salathé Route; Braille Book; Lost Arrow Spire; Salathé Wall ◦◦Høibakk’s Kamin, Rimmon Route; South-East Cracks.◊.  | ◦Royal Robbins, Tony Willmott; Dennis Hennek, Don Lauria, T. M. Herbert; Peter Habeler ◦◦Terry Bolger; Jeff Upton, Guy Lee, Ted Wells; Ted Wells                                                                                | ◦III-IV ◦◦VIII                   |
| 1971 | ◦Wyspa Baffina ◦◦Harris, Hebrydy Zewnętrzne                                            | |                                                 | | ◦Freya Peak (1831 m); Mt Breidablik (1650 m) ◦◦Strone Ulladale / Sròn Uladail                                                                        | ◦E ściana Killabuk↔20hrs.◊.; N ściana ◦◦The Nose.◊.                                                                       | ◦Dennis Hennek, Rob Wood, Ray Gillies, Steve Smith; Dennis Hennek, Rob Wood ◦◦Guy Lee, Dennis Hennek | ◦VII ◦◦IX                        |
| 1972 | ◦ i ◦◦◦Himalaje Wysokie ◦◦Wyspa Baffina                                                | |                                                 | | ◦ i ◦◦◦Mt Everest (8849 m) ◦◦Mt Asgard (N peak) (2012 m)                                                                                             | ◦SW ściana \| 8000 m ◦◦E filar↑30 hrs.◊. ◦◦◦SW ściana \| 8300 m                                                           | ◦Don Whillans, Hamish MacInnes ◦◦Dennis Hennek, Paul Nunn, Paul Braithwaite ◦◦◦Dougal Haston, Mick Burke, Nick Estcourt | ◦III ◦◦VI ◦◦◦IX-X                |
| 1973 | ◦Yosemite ◦◦Wyspa Baffina                                                              | |                                                 | | ◦El Capitan ◦◦Overlord Peak (1480 m) | ◦The Nose ◦◦środkowy filar                                                                                                | ◦Rick White ◦◦Mike Webster,Dennis Hennek | ◦IV ◦◦~VI                        |
| 1974 | ◦Himalaje Garhwalu ◦◦Pamir                                                             | |                                                 | | ◦Changabang (6864 m).◊. ◦◦Pik Lenina (7134 m) | ◦↑ SE ściana, E grań ◦◦NE grań.◊.                                                                                         | ◦Dougal Haston (Martin Boysen, Chris Bonington, Balwant Sandhu) ◦◦Clive Rowland, Guy Lee, Paul Braithwaite | ◦VI ◦◦VII-VIII                   |
| 1975 | ◦Yosemite ◦◦Karakorum ◦◦◦Himalaje Wysokie                                              | ◦◦◦Kala Pattar (5540 m) |                                                 | | ◦Ribbon Falls Area ◦◦[Sosbun Brakk (6413 m)] ◦◦◦Mt Everest                                                                                           | ◦Little Wing ◦◦rekonesans Baintha Brakk (7285 m) ◦◦◦SW ściana                                                             | ◦◦Rob wood, Ronnie Richards, Clive Rowland, Tony Watts, Bob Wilson ◦◦◦Dougal Haston (Tut Braithwaite, Nick Estcourt) | ◦IV ◦◦VII ◦◦◦VIII-IX             |
| 1976 | ◦Alaska ◦◦Wyspa Baffina ◦◦◦Góry Skaliste (Kolorado) ◦◦◦◦Masyw Kenia ◦◦◦◦◦Kilimandżaro  | |                                                 | | ◦Denali (6190 m) ◦◦Overlord Peak (1480 m) ◦◦◦Long's Peak (4345 m) ◦◦◦◦Nelion (51 88 m) i Mt Kenia (5199 m)                                           | ◦S ściana.◊. ◦◦SW filar.◊. ◦◦◦Diamond Lil.◊. ◦◦◦◦NE ściana.◊., Diamond Couloir ◦◦◦◦◦[Breach Wall]                         | ◦Dougal Haston ◦◦Dennis Hennek ◦◦◦Michael Covington ◦◦◦◦ i ◦◦◦◦◦Paul Braithwaite | ◦IV-V ◦◦V ◦◦◦VI ◦◦◦◦ i ◦◦◦◦◦lato |
| 1977 | Panmah Muztagh, Karakorum                                                              | |                                                 | | Baintha Brakk / Ogre (7285 m) | W grań | Chris Bonington (Clive Rowland, Mo Anthoine) | V-VI                             |
| 1978 | ◦Kanada ◦◦Karakorum ◦◦◦Himalaje Wysokie                                                | |                                                 | | ◦Mt Waddington (4019 m).◊. ◦◦K2 (8614 m) \| +6400 m ◦◦◦Nuptse (7864 m) \| 6860 m.◊.                                                                  | ◦SE ściana SE kuluar ◦◦W grań ◦◦◦N ściana                                                                                 | ◦Rob Wood ◦◦Peter Boardman, Joe Tasker, Nick Estcourt, (Chris Bonington) ◦◦◦(Mike Covington) Joe Tasker | ◦IV-V ◦◦V-VII ◦◦◦IX-X            |
| 1979 | ◦Szkocja; Skye ◦◦Kangchenjunga Himal ◦◦◦Himalaje Wysokie                               | ◦◦◦Kusum Kanguru / Kangguru North Summit (6367 m).◊.                                                                       |                                                 | ◦◦◦Georges Bettembourg (Mike Covington) | ◦Kintail; Sgurr a‘Mhadaidh (593 m) ◦◦Kanczendzonga (8586 m) ◦◦◦Nuptse (7864 m)                                                                       | ◦zamarznięty lodospad Falls of Glomach; The Smear.◊. ◦◦↑NW ściana, N grań, droga z 1955.◊. ◦◦◦N filar Scott Route.◊.      | ◦Jim Duff ◦◦Joe Tasker, Peter Boardman (Georges Bettembourg) ◦◦◦(Mike Covington) Georges Bettembourg, Al Rouse, Brian Hall | ◦II ◦◦III-V ◦◦◦IX-X              |
| 1980 | ◦Karakorum ◦◦Mahalangur Himal, Himalaje Centralne                                      | ◦◦Kangchungtse (7678 m) / Makalu II.◊.; 4 inne góry ~6000 m.◊.                                                             | ◦◦przez Makalu La                               | | ◦K2 (8614 m) \| ~7000 m.◊. ◦◦Makalu (8463 m) \| ~8100 m.◊.                                                                                           | ◦W grań ◦◦↑SE grań ↓Eastern Cwm ↑headwall ↓SE grań ↓S przełęcz↔10 dni [.◊.↑szczyt ↓NW grań ↓z Makalu La drogą oryginalną] | ◦Peter Boardman, Joe Tasker, Dick Renshaw ◦◦Georges Bettembourg, Roger Baxter-Jones | ◦VII-VIII ◦◦IX -IX               |
| 1981 | ◦Himalaje Garhwalu ◦◦Mahalangur Himal, Himalaje Centralne                              | ◦◦Chamlang (7319 m) / ~7000 m.◊.                                                                                           | ◦◦N ściana.◊., na wyniosłość w grani szczytowej | | ◦Shivling (6543 m).◊. ◦◦[Makalu (8463 m)] | ◦↑E filar / Golden Pillar.◊.↓ N ściana drogą oryginalną.◊.↔13 dni                                                         | ◦Greg Child, Georges Bettembourg, Rick White ◦◦Reinhold Messner, Pasang Minga, Ang Dorje | ◦V-VI ◦◦IX                       |
| 1982 | Himalaje Wysokie                                                                       | Nyanang Ri (7071 m), Punga Ri.◊. (7445 m)                                                                                  | S grań,                                         | Roger Baxter-Jones, Alex MacIntyre, Paul Braithwaite, Nick Prescott | Shishapangma (8027 m).◊. | ↑SW ściana British Route.◊. ↓S grań ↔4 dni, 3 biwaki                                                                      | Roger Baxter-Jones, Alex MacIntyre | V                                |
| 1983 | Karakoram                                                                              | Muztagh Pass (5422 m), Savoie Saddle (6666 m), Karphogang (5931 m).◊.                                                      |                                                 | | ◦Lobsang Spire (5707 m) ◦◦Broad Peak (8051 m) ◦◦◦K2 (8614 m)                                                                                         | ◦S filar.◊.↔6 dni ◦◦droga oryginalna.◊. ◦◦◦SSE żebro.◊. \| +7200 m                                                        | ◦Greg Child, Peter Thexton ◦◦Steve Sustad ◦◦◦Roger Baxter-Jones, Andy Parkin, Jean Afanassieff | V-VI                             |
| 1984 | Mahalangur Himal, Himalaje Centralne                                                   | Yaupa Shar (6422 m) / Peak 3 / Shershon.◊.; Baruntse (7162 m) .◊.; Chamlang East (7287 m).◊.; Chamlang Central (7180 m).◊. | E grań↔10 godz.; SE grań↔35 km; E grań          | Larry Bruce, Molly Higgins, Jean Afanassieff, Jim Fullalove; Jean Afanassieff, Steve Sustad, Terry Mooney, Saela Tamang, Ang Phurba; Michael Scott, Jean Afanassieff, Ang Phurba | Makalu (8463 m) \| 8370 m .◊. | ↑SE grań ↓Eastern Cwm ↑ściana czołowal ↓SE grań ↓S przełęcz [.◊.↑szczyt ↓NW grań ↓z Makalu La drogą oryginalną]           | Jean Afanassieff, Steve Sustad | V-VI                             |
| 1985 | ◦Wyspa Vancouver (Kanada) ◦◦Vantajökull (Islandia) ◦◦◦Karakorum ◦◦◦◦Himalaje (Kaszmir) | ◦◦◦turnie nad doliną Hunzy, [Bublimotin 6000 m] ◦◦◦◦Rupal Peak (5642 m) \| 5390 m                                          | ◦◦◦Steve Sustad ◦◦◦◦W strona↔3 biwaki.◊.        | ◦◦◦◦Martha Scott (Michael Scott, Alastair Reid, David Marshall, Nazir Sabir) | ◦Mt Colonel Foster (2134 m).◊. ◦◦Hrútsfjallstindar E (1875 m) ◦◦◦Diran / Minapin (7266 m); [Rakaposhi (7788 m)] ◦◦◦◦Nanga Parbat (8125 m) \| ~7400 m | ◦E ściana Grand Central Couloir.◊. ◦◦S ściana.◊. ◦◦◦drogą oryginalną↔2 dni.◊.[N ściana] ◦◦◦◦SW grań                       | ◦Greg Child, Rob Wood ◦◦Helgi Benediktsson, Jón Geirsson, Snævarr Guðmundsson, Þorsteinn Guðjón ◦◦◦Michael Scott, Mark Miller, Alastair Reid ◦◦◦◦Alastair Reid, Nazir Sabir                                                     | ◦I ◦◦V ◦◦◦VI-VII ◦◦◦◦VIII-IX     |
| 1986 | ◦Skye ◦◦Szkocja ◦◦◦Ghaty Zachodnie; okolice Bangalore, Karnataka (Indie)               | |                                                 | | ◦Sgurr na Fheadain ◦◦Seana Bhràigh ◦◦◦ Sahyadri; monolit Savandurga, Ramanagram Crags                                                                | ◦Waterpipe Gully.◊. ◦◦Captain Patience.◊. ◦◦◦wspinaczki skałkowe                                                          | ◦ i ◦◦Colin Downer ◦◦◦Sharu Prabhu, Praful Mistry, Dhiren Toolsidas, D. V. Ruckmangada Raju, K. V. Mohan | ◦ i ◦◦II ◦◦◦jesień               |
| 1987 | ◦Wadi Rum (Jordan) ◦◦Karakorum ◦◦◦Himalaje Wysokie                                     | ◦◦Windy Gap (6111 m) na nartach, Skyang Kangri (7174 m) \| ~6500 m.◊. ◦◦◦Naya Kanga (5863 m)                               |                                                 | | ◦◦K2 (8614 m) ◦◦◦Mt Everest (8848 m) \| ~8100 m.◊.                                                                                                   | ◦wspinaczki skałkowe.◊. ◦◦[E Ściana] ◦◦◦NE grań                                                                           | ◦Sharu Prabhu, Martha Scott, Bernard Domenech; ◦◦Tim McCartney-Snape, Greg Child, Steve Swenson, Phil Ershler, Michael Scott ◦◦◦Rick Allen (Sandy Allan, Steve Sustad, Nick Kekus, Robert Schauer, Michael Scott, Sharu Prabhu) | ◦IV ◦◦VI-VIII ◦◦◦IX-X            |
| 1988 | ◦okręg Vest-Agder (Norwegia) ◦◦Himalaje Wschodnie (Bhutan) ◦◦◦Mahalangur Himal         | ◦◦podnóża Jitchu Drake (~6790 m) ◦◦◦kilka szczytów 6000 m, Makalu La                                                       |                                                 | | ◦◦Jitchu Drake (6790 m) ◦◦◦[Makalu (8463 m)] | ◦zamarznięte lodospady w Herad.◊. ◦◦S ściana direct.◊., N i S szczyty.◊. ◦◦◦[↑W ściana]                                   | ◦Stein P. Aasheim ◦◦Victor Saunders, Sharu Prabhu, (Lindsay Griffin, David Rose) | ◦zima ◦◦IV-VI ◦◦◦VIII-IX         |
| 1989 | ◦Australia ◦◦Wsch. Karakorum, Ladakh                                                   | ◦◦Rimo II (7373 m) \| 6666 m.◊.                                                                                            |                                                 | ◦◦Sharu Prabhu, Laurie Wood | ◦Góry Błękitne; King’s Canyon; West Cape Howe, Mt Arapiles i in. ◦◦[Rimo III]                                                                        | ◦drogi skałkowe.◊. | ◦Sharu Prabhu, Rick White ◦◦Rick White, Sharu Prabhu, Simon Yates, Rowland Tyson | ◦wiosna ◦◦VI-VII                 |
| 1990 | Panmah Muztagh                                                                         | Biacherahi Dome (5750 m).◊.                                                                                                |                                                 | | Latok III (6949 m) | Indian Arete.◊. | Sandy Allan, (Simon Yates, Rick Allen) | VI                               |
| 1991 | ◦Kanjiroba Himal, Himalaje Nepalskie ◦◦Antarktyka                                      | |                                                 | | ◦Hanging Glacier Peak South / Tripura Hiunchuli IV (6563 m).◊. ◦◦Mt Vinson (4892 m)                                                                  | ◦S filar | ◦Sharu Prabhu, Nigel Porter ◦◦Sharu Prabhu, Roger Mear | ◦X ◦◦XI-XII                      |
| 1992 | ◦Andy ◦◦Góry Fon (Tadżikistan) ◦◦◦Himalaje (Kaszmir)                                   | ◦◦Zamok (5070 m) ◦◦◦Lilley Peak (5971 m) \| 5750 m.◊.↔4 dni                                                                | ◦◦◦NW strona                                    | ◦◦Rick Allen, Sharu Prabhu, Sergei Effimov, Valeri Perchine | ◦Aconcagua (6962 m) ◦◦Czimtarga (5489 m).◊. ◦◦◦Grań Mazeno, Nanga Parbat                                                                             | ◦Polish Glacier Route ◦◦↑E grań ◦◦◦3 kulinacje grani: Pt. 6880.◊., Pt.6825.◊. i Pt.6970.◊.↓Mazeno Pass↔7dni               | ◦Sharu Prabhu ◦◦Rick i Alison Allen, Sharu Prabhu, Sergei Efimov, Valeri Pershin ◦◦◦Ang Phurba, Nga Ternba, Sergei Effimov | ◦II ◦◦VI ◦◦◦VII-VIII             |
| 1993 | Himalaje Wysokie                                                                       | ◦Mazeno ‘Spire’ (ok. 5600 m).◊. ◦◦Mazeno ‘West Peak’ (ok. 5700 m).◊.                                                       |                                                 | ◦Richard Cowper ◦◦Wojciech Kurtyka, Richard Cowper | [Grań Mazeno, Nanga Parbat] | | | VII-VIII                         |
| 1994 | ◦Kaukaz ◦◦Tierra del Fuego (Patagonia)                                                 | |                                                 | | ◦Elbrus (5642 m) ◦◦Cordillera Darwin | ◦drogą normalną ◦◦Mount (/ Cerro) Pelagic.◊.                                                                              | ◦Steve Sustad, Tut Braithwaite, Mark Bowen ◦◦Julian Freeman-Attwood, Francis McDermot, James Novak | ◦VI-VII ◦◦XII                    |
| 1995 | ◦Góry Śnieżne (Nowa Gwinea) ◦◦Himalaje (Kaszmir)                                       | ◦◦kilka szczytów 5000 m i 6000 m                                                                                           |                                                 | ◦◦Rick Allen, Sandy Allan, Wojciech Kurtyka, Andrew Lock | ◦Piramida Carstensza (4884 m) ◦◦[Grań Mazeno, Nanga Parbat]                                                                                          | ◦N ściana.◊. | ◦Sharu Prabhu, Chris Brown, Mark Bowen, Tom Calaghan | ◦V ◦◦VII-VIII                    |
| 1996 | Kangchenjunga Himal                                                                    | |                                                 | | Chombu East (5745m).◊. | | Julian Freeman-Attwood, Skip Novak (Lindsay Griffin, Phil Bartlett, Mark Bowen) | X                                |
| 1998 | ◦Alpy Lyngeńskie (Norwegia) ◦◦ i ◦◦◦Himalaje Nepalskie                                 | ◦◦◦Teng Kongma (6215 m) | ◦◦◦NE grań                                      | ◦◦◦Roger Mear (Shera Zangbu, Nawang Kasang) | ◦Urdtinden; Munin i in. ◦◦Drohmo (6881 m) ◦◦◦Drohmo Ri (6881 m) \| 6855 m.◊.                                                                         | ◦S strona.◊.; Scott-Nesheim Route.◊., Blomannen Face.◊. ◦◦S ściana, środ. / S żebro \| ~6000 m.◊. ◦◦◦S żebro↔3 biwaki.◊.  | ◦Sjur Nessaieim ◦◦Skip Novak, Lindsay Griffin ◦◦◦Roger Mear | ◦III ◦◦IV-V ◦◦◦IX-X              |
| 1999 | Arunachal Pradesh                                                                      | |                                                 | | [Takpa Shiri (6885 m)] | | Greg Child, Balwant Sandhu, Alchil Sapru, 4 Szerpów z Dardżylingu | IX-XI                            |
| 2000 | Gandisi Range (Transhimalaje)                                                          | |                                                 | | Targo Ri (ok. 6550 m).◊. | S grań | Richard Cowper, Julian Freeman-Attwood | X                                |
| 2005 | Southern Highlands; Góry Błękitne; Adelaide Hills (Australia)                          | |                                                 | | Mt Alexandra (~780 m); Mt York (1061 m); ściany skalne w Morialta Conservation Park                                                                  | | Tim Macartney-Snape | VII                              |